# Vector génico
Un vector génico es un agente  que transfiere información genética, por algún medio, de un organismo a otro. En biotecnología, un vector de clonación es utilizado para portar el ADN recombinante desde una célula donadora hasta la célula receptora en la que se inserta el gen que se quiere transferir. A continuación, se infecta la célula hospedadora con ese vector recombinante, obteniéndose la célula transgénica.
Los vectores con los que los científicos experimentan son los plásmidos y transposones, con los que es posible insertar genes foráneos al núcleo de una célula. Otros vectores génicos son los bacteriófagos y cósmidos. También se puede considerar vectores genéticos a los virus, puesto que en el curso de su ciclo insertan información genética en las células que invaden. 
Los vectores deben llevar, además del gen protagonista, otros genes llamados marcadores, que puedan identificar a las células que sean resistentes al antibiótico marcado o que emitan luz, según los casos, serán las portadoras del ADN recombinante. La probabilidad de fracaso en la formación del transgénico es muy alta, debido al descontrol en la inserción de ADN foráneo, de manera que la célula puede desorganizarse y morir.

## Lista de vectores génicos
Entre los vectores génicos se encuentran:
- Transposón
  - Retrotransposón
  - Transposón de ADN
- Plásmido
- Vector de clonación
  - Cósmido
  - Fagémido
  - Fásmido
- Integrón
- Vector viral
  - Virus
  - Virus satélite
  - Viroide